# フードサービスネットワーク
株式会社フードサービスネットワーク（Food Service Network Co.,Ltd.）は、全国的に店舗を展開しているローソンの主にチルド物流を担っていた会社。三菱商事の子会社。
2003年4月より前の商号は株式会社エフエスエヌ（FSN）。

## 概説
会社の母体は、ダイエーの物流子会社であった株式会社ダイエー・ロジスティクス・システムズ（以下、D-LGS）のコンビニエンスストア物流部門と、三菱商事の子会社であった株式会社エフエスエヌ（エム・シー食品販売株式会社か2002年1月に商号変更）。
2002年7月に、ダイエーの営業不振によりローソンがダイエーグループから三菱商事グループに譲渡されたのを機に、D-LGSのローソン向け物流部門が株式会社エフエスエヌに営業譲渡された（現在、D-LGSのダイエー店舗物流部門はロジワンと商号変更している。）。当時、エフエスエヌは、従業員二十数名の食品の卸会社であった（D-LGSの従業員は2百数十名）。
事業譲受時の商号は株式会社エフエスエヌとし、本社を千葉県市川市（D-LGSの市川CDC）に置く。その後、2003年4月に、（旧）株式会社フードサービスネットワークを吸収合併し、株式会社エフエヌエスから（新）株式会社フードサービスネットワークに商号変更する。同年7月には、本社を東京都中央区に移す。
歴史的にローソンとの関わりが強く、全国約8,000を有するローソンの約8割の店舗にチルド（一部ドライやフローズン商品あり）商品を供給しており、当社の売上の大部分を占める。フードサービスネットワークは、食品卸売事業の低温部門において売上ランキングの上位に位置するが、会社の実態はローソンの物流部に近い。最近は、三菱商事のネットワークを駆使して業容の拡大を目指しており、ローソン以外の物流に積極的に進出していた。
三菱商事傘下となっている食品流通会社の経営統合に伴い、2011年7月に株式会社菱食の完全子会社となった後、2012年4月に株式会社菱食に吸収合併された。

## 物流センター
所在地は、公式WEBページを参照のこと。
- CDC（チルド･ディストリビューション･センター）
- DDC（ドライ･ディストリビューション･センター）
- FDC（フローズン･ディストリビューション･センター）

上記3センターは、すべてローソンにおけるチルド・ドライ・フローズンの三温度帯のセンター名称である。
- FLC
- BHC（バック･ホール･センター）